# 桃色忍法帖
『桃色忍法帖』（ももいろにんぽうちょう）は水田恐竜による日本の漫画作品。掲載雑誌は「いかしてソーロウ」。単行本は『天空の乙姫たち』に掲載された。

## 概要
くノ一のももと小夜が姫や栗栖達とドタバタな旅を繰り広げる4コマギャグ漫画。この作品では『ももこACTIVITY』に登場する一部のキャラクターの特徴が引き継がれている（作者のあとがきによると「キャラクターに旅をさせよう」との事）。
忍者漫画ということで江戸時代が舞台であるが、ところどころに「ツアー」「スペシャル」「ショー」と言った横文字が多く使われている他、ももと小夜の下着がパンツであるという現代風な設定がある（冒頭で作者が「この後の時代設定にはツッコミを入れないように」と念を押していた）。
なお、『放課後キッチン』5巻で、ちかこが「桃色忍法帖」というタイトルのビデオを借りたが、名前だけの登場で内容は不明（放課後キッチンのダンナ曰く「つまんねー映画」との事）。

## 登場人物
もも、小夜ちゃん、姫の詳細については後述の「ストーリーの流れ」を参照。
もも
この作品の主人公で年齢は自称18歳。『ももこACTIVITY』のももこの特徴を引き継いでいる。
発明師を志しているが今作は江戸時代ということもあり発明の才能は非常に劣っており優れた舶来品を見たとき「クズ屋はどっち?」と自分の発明品が低レベルだということを認めてしまった（『ももこACTIVITY』のももこは究極ロボット「Qちゃん」を作り出せるほどであった）。
お頭からは「出来の悪い奴」と呼ばれているが忍者としての能力は決して低いわけではない（ただし太平の世のため忍者としての活躍はなく影分身分け身の術や縄抜けの術を披露しておひねりを貰う程度だった）。
忍者村への手紙を送ろうとするが嘘の内容しか書かないので小夜ちゃんから「嘘を書くな嘘を」と手紙を没収され燃やされたり厠に捨てられたりする。
桃色流忍者の末裔だが無名の流派で姫に「お主の先祖は？」と質問された時泣き出してしまった（小夜ちゃんの曾祖父は有名な風魔一族である）。
鎖鎌の特許を持っていると勝手に主張しており特許使用料を貰ったことがある。
小夜ちゃん
ももの相棒の絵師。『ももこACTIVITY』のみおちゃんの絵描き（漫画家）という特徴を引き継いでいる。
絵草子作家を志しており、忍者村の仲間から「小夜がいればチョチョイなんだけど」と言われるほどの実力である。ただしぎゃぐ絵草子（ギャグ漫画）の方は出版所に持ち込んでは「なるほど…」と冷たい目で見られてしまったり、露店で販売した時は普段描いている絵とは比べ物にならないほどの下手さが明らかになり、更にぎゃぐ絵草子を買おうとした侍は「武士を愚弄するかぁー!!」と怒ってしまった（主人公の侍が切腹する内容だったため）。
お金に弱い面がある。例えば姫が小判を差し出した時弟子入りをあっさりと許したり、大奥では姫が小判を投げた時は、「ぬっ」と顔を出したりしていたが、お金を稼ぐためなら裸になるももほど落ちぶれてはいない（縄で縛られたももを外に引っ張り出した）。
またナルシストな面もあり、もも達がおたずね者にされた時手配書に細工をしたが自分だけ美形に描いていた（大体予想がついていたももは「やっぱり?やっぱりか!!」とキレてしまう）。
栗栖
ももと小夜ちゃんの忍者村の仲間。
初期から中盤の頃はとにかく麻薬を吸うのでラリっているのがほとんどである。食べ物も熊が気絶する位の毒キノコまたはしびれ薬を食べた魚を食べても全く変化がなかった。
普段は忍者村で七味唐辛子を売っているが、仕事中に七味唐辛子を買いに来た観光客が化け物に見える位麻薬を吸うのでお頭からよく怒られている。
ももと小夜ちゃんの旅立ちの時にはお頭の事を「あたしが生まれる前に生き別れになったお父っつぁん」とラリっていたのでお頭は「こいつも連れてってくれんか」と言ったが2人は無視して旅立った（初登場時も男性の観光客に対して「お父っつぁん」とラリっていた）。
ももと小夜ちゃんに「お金に困ったら売って」と自分で作った薬をあげたが全て「〇〇毒」で売り物にならない薬だった。また栗栖が旅をしている時侍に薬を売ろうとしたが危険な薬しか売らなかった（栗栖は何故か紙風船をおまけにつけようとした）。
もも達が江戸に住む様になってからしばらくしてももと小夜ちゃんが病気になり「こんな時栗栖がいれば…」というつぶやきがきっかけで「誰かが呼んでいる」と感じただけでお頭の許可なく勝手に旅に出てしまう（一応書置きも残したが他の仲間は「いつもみたいにラリってウロウロしてるだけかと」と感じたため止めなかった）。
江戸に行くために旅をするが蝦夷（えぞ）や佐渡といった江戸から遠く離れた北の方面に行ったりしていた。
そして江戸を後にしたもも達一行が平賀源内の病気を治すために薬草を探すが小夜ちゃんが「こんな時栗栖がいれば…」と呟いた瞬間非常に都合のよい展開でもも達と再会することとなった（栗栖はその時草むらでオシッコをしている最中だった）。
旅先でよくオシッコをしてるシーンがあり、最終回でもも達がどこへ行くか決めようとした時も人目を気にせずオシッコをしていた。
目元はタレ目だが連載初期と中盤と比較すると大きく変化していた。
姫
もも達とは江戸に向かう旅の途中大名行列でももが狼藉を働き城に連行されたことがきっかけで知り合った。
非常に残酷な性格で退屈しのぎのための忍者ゴッコでは雇った忍者を平気で殺したり、ももと小夜ちゃんを杉田玄白の解剖の被験者として連れていったりしていた。
姫ということで金持ちで、忍者の弟子入りのために入門金を小判で支払ったり、もも達が誘拐犯の嫌疑をかけられている最中「お前のせいだ」と言われても小判を差し出しごまかそうとしていたがもも達の弟子をやめた時家賃は「自分の分しか払わん」と宣言した（ただしももの発明した「銭のなる木」でお金を奪われてしまった）。
泳げないので水蜘蛛で川を渡ったが水遁の術で川を渡っているももの竹筒を喉の奥に刺してしまい、罰として泳ぎの特訓をさせられたが大ナマズに食われそうになった。
財布にサソリを仕込んでおり、ももが「迷惑料だ」と寝ている姫の財布を奪った時サソリに刺されてしまった（またこれが杉田玄白と知り合うきっかけとなった）。
南蛮渡来の道具を沢山持っており「忍者も意外と遅れているのう」とももを泣かせた事があった。またもも達の弟子でいた時ももに「スキあらばいつでもかかっておいで」と言われた時大砲を放った事があった（ももは間一髪かわしたが壁を破壊してしまう）。
思いやりのある面もあり、ももの破天荒な行動に「もう付き合いきれん」と絶交し、杉田玄白の家に住み込む事になったが時々差し入れを持って行くなどしていた。
国に帰りたくない事と男はあまり興味ないため結婚を非常に嫌っており、籠脱けの術で逃げたり江戸城を爆発させ火災騒ぎの原因をもも達に押し付けてしまう。
じい
姫の家老。姫曰く心配症な性格で姫を見つけた時は泣きながら抱きついたり、姫の修行の旅を許した時は無理矢理ももと小夜ちゃんを「姫の事をよろしく頼みますぞ」と押し付けたりしていた（もも達の話を全く聞こうともしなかった）。
杉田玄白
江戸の町の蘭学医、解剖が好きで人間の内臓とよく似たカワウソを解剖しもも達も平気で解剖しようとするが作中では未遂に終わっている。
またももと小夜ちゃんが病気になった時、姫が医者を連れてくると言った時もも達は姫が杉田玄白を連れてくる事を予想して治ったふりをしていた。
西の局
江戸城にある「大奥」の偉い女性。姫とよく話をする。
男日照りでよくオナニーやレズプレイをするが姫の結婚騒ぎの時「相談に乗りましょう」と言って姫と無理矢理エッチをした。姫に「オトコを知っているのか？」と質問された時色々な男性器の模型を見せていた。
目元は閉じたタレ目が重なった様なものだが、姫と囲碁をしている時は目が点になったり、お千代が描いた「ナマのオトコ」の絵を見たときビックリしてギョロ目になっていた。
幽霊のお千代
明暦の大火で焼け落ちた江戸城再建の時に人柱として埋められ静かに眠っていた所を西の局が飼っている犬に骨を掘り起こされ、幽霊としてもも達の前に化けて出て、その後はもも達と共に生活することとなる。
姫の結婚騒ぎの時にはもも、小夜ちゃん、西の局が処女である中、彼女だけ生前のときに経験者だという事を告白した。
富士の樹海に迷い込んだ時、幽霊の友達が出来たので残る事になり、もも達と別れる。
徳川家治
徳川家十代将軍で将棋が好きだが、不利な状況になるとすぐ将棋盤をひっくり返すほどワガママな性格。
姫が家治の相手に指名されパニックになった時ももが身代わりとして家治の相手をするがただの将棋対決だった。戦況はももの方が有利だったが、家治は将棋盤をひっくり返したのに対しももは畳返しで対抗した。
平賀源内
蘭学者。もも達が江戸を離れた時にマムシに咬まれた所を栗栖のオシッコ付きの毒消しで回復した。
もも達に命を助けられたにもかかわらず、舶来品をただ見せるだけしかしない上、お千代の骨ツボと交換する時は「珍しい」と言ったが源内櫛か源内皿の小物しかあげないというほどケチな性格である。
またエレキテルも見せたがももが少し触って壊してしまったため復元に7年の歳月を要した（史実では6年）。
お頭
忍者村のお頭。非常に厳しい性格で路銀をもも達に手渡しもも達が中身を覗いた時はただの石ころしか入っていなかった（また、手紙には、「忍びたるもの路銀自分で稼げ」と書かれていた）。
連載初期と中盤のみの登場だったが、最終回の扉絵の集合写真に登場した。

## ストーリーの流れ
忍者村から江戸の町まで
ももと小夜ちゃんは江戸を目指し旅をするが旅の途中姫と出会う。そして姫が無理矢理もも達の旅に同行する事となったが姫の誘拐犯にデッチ上げられて誘拐犯の疑いが晴れるまでは苦難が絶えなかった。
江戸の町
もも達は江戸の町にあるボロ屋に住むこととなる。
ももは家を忍者長屋に改造したり忍術道場を始めたりしていたが、忍術道場の門弟は同じ長屋の子供達でほとんど託児所状態だった。
また、見世物小屋にも雇われたがももがお金に釣られて行き過ぎたサービスをしたため小夜ちゃんがももを裸のまま引っ張り出したので見世物小屋には行かなくなった。
姫は町を散策中杉田玄白と知り合い忍者の弟子を医者の弟子を掛け持ちを予定していたが師匠であるももが「二足ワラジの修行で忍者になれると思ったら大間違い」と言った瞬間「じゃ、忍者やめる」と言って忍者の弟子をやめてしまう。
中盤で長屋が火事になった時ももが造った「特性爆弾」で長屋を大破し手製の小屋へと住む事となってしまった。またももがとある女性を雨宿りさせたとき小屋を開け渡して洞窟に引っ越す事となった（杉田玄白の家に住み込んでいた姫は「こいつらと別居して正解だった」と言っていた）。
その後、じいが姫に花嫁修業させるため大奥に連れていったが実はもも達が住んでいる洞窟が大奥の井戸につながっている事で、もも達は姫をよく訪ねていた（姫はもも達と偶然再会した時「こいつらとは前世の因縁でもあるのか」と心の中でつっこんだ）。
なお、栗栖が「誰か」が呼んでいる声がしたので旅をすることとなり彼女のサイドストーリー的な展開も中盤から始まった。
大奥
もも達が洞窟住まいはジメジメしてそのうち病気になりそうだと思い、江戸城の厠つきの部屋ならぬ厠そのものに住む事となる（不法侵入とも解説されているが西の局等の大奥関係者は文句は言っていない）。
ももは発明に精を出すがハンググライダーらしきものを発明した時はことごとく失敗し大怪我をしてしまう。スケートらしきものを沢山発明した時は子供受けがよかったため地味に成功していた。
小夜ちゃんは絵描きに精を出すが絵草子の方は江戸の町の時と変わらず評価して貰えないため落ち込んでしまうが、レズプレイをしているシーンの絵を描いた時ももに「春画の方が向いているじゃないの」と言われてしまう。ただし小夜ちゃんは心の中で「いつかメジャーになったる」と決意した。
そして姫の結婚騒ぎまではそれなりに穏やかに過ごしていたが、もも達は姫の火災騒ぎの濡れ衣を着せられ江戸城を脱出するが姫も江戸城を脱出していた。
江戸を追われてからの旅
姫のせいで江戸を追われる事になったもも達は役人に追われながら目的も無く旅をしていた。
その最中栗栖と再会し、関所をよけて通るが富士の樹海に迷い込んでしまった。もも達は富士山の山頂に登り目印を探すも、再び樹海に迷ってしまったが川を見つけイカダで下った時偶然温泉につきその後街道へ戻り4人はどこへ行くか相談して作品の最後を締めくくる事となった。